# EL Андромеды
EL Андромеды (лат. EL Andromedae) — двойная затменная переменная звезда типа Алголя (EA) в созвездии Андромеды на расстоянии приблизительно 4639 световых лет (около 1422 парсеков) от Солнца. Видимая звёздная величина звезды — от +13,7m до +13,3m. Орбитальный период — около 5,242 суток.

## Характеристики
Первый компонент — белая звезда спектрального класса A. Эффективная температура — около 8354 K.